# Otto von Pfister (Alpinist)
Otto von Pfister (* 4. Juni 1845 in Lindau; † 18. Dezember 1915 in München) war ein deutscher Wirtschaftswissenschaftler, Unternehmer, Bergsteiger und Funktionär des Deutschen und Österreichischen Alpenvereins (DuOeAV), dessen Präsident er von 1907 bis 1909 war.

## Leben
Otto von Pfister stammte aus einem Adelsgeschlecht und war der Sohn von Carl Eduard von Pfister und dessen Ehefrau Elise Dorothea von Pfister. Nach Schulbesuch und Studium wurde er Wirtschaftswissenschaftler und Unternehmer. Als Präsident stand er der Bayerischen Handelskammer in München vor. Er erhielt den Titel eines Geheimen Kommerzienrates verliehen.
Otto von Pfister war Mitglied der Sektion München des Deutschen und Oesterreichischen Alpenvereins. Von 1886 bis 1888 war er Mitglied des Zentralausschusses. 1907 wurde er zum Ersten Vorsitzenden des DuOeAV gewählt. 1909 gab er dieses Amt in andere Hände, blieb aber im Vorstand des Vereins und war von 1910 bis 1911 Vorsitzender des Verwaltungsausschusses und damit Zweiter Vereinsvorsitzende des DuOeAV. In seiner Amtszeit als Erster Vorsitzender wurde die Satzung des DuOeAV reformiert.
Als Bergsteiger erwarb er sich vor allem mit der Erstbesteigung des Chapütschin am 1. Juli 1875 gemeinsam mit Fritz und E. von Oheimb und geführt von Christian Jegen und C. Jann aus Klosters bleibende Verdienste. Daneben war er auch als Schriftsteller tätig.
Ferner war Otto von Pfister auch Mitglied im Bayerischen Yacht-Club.

## Familie

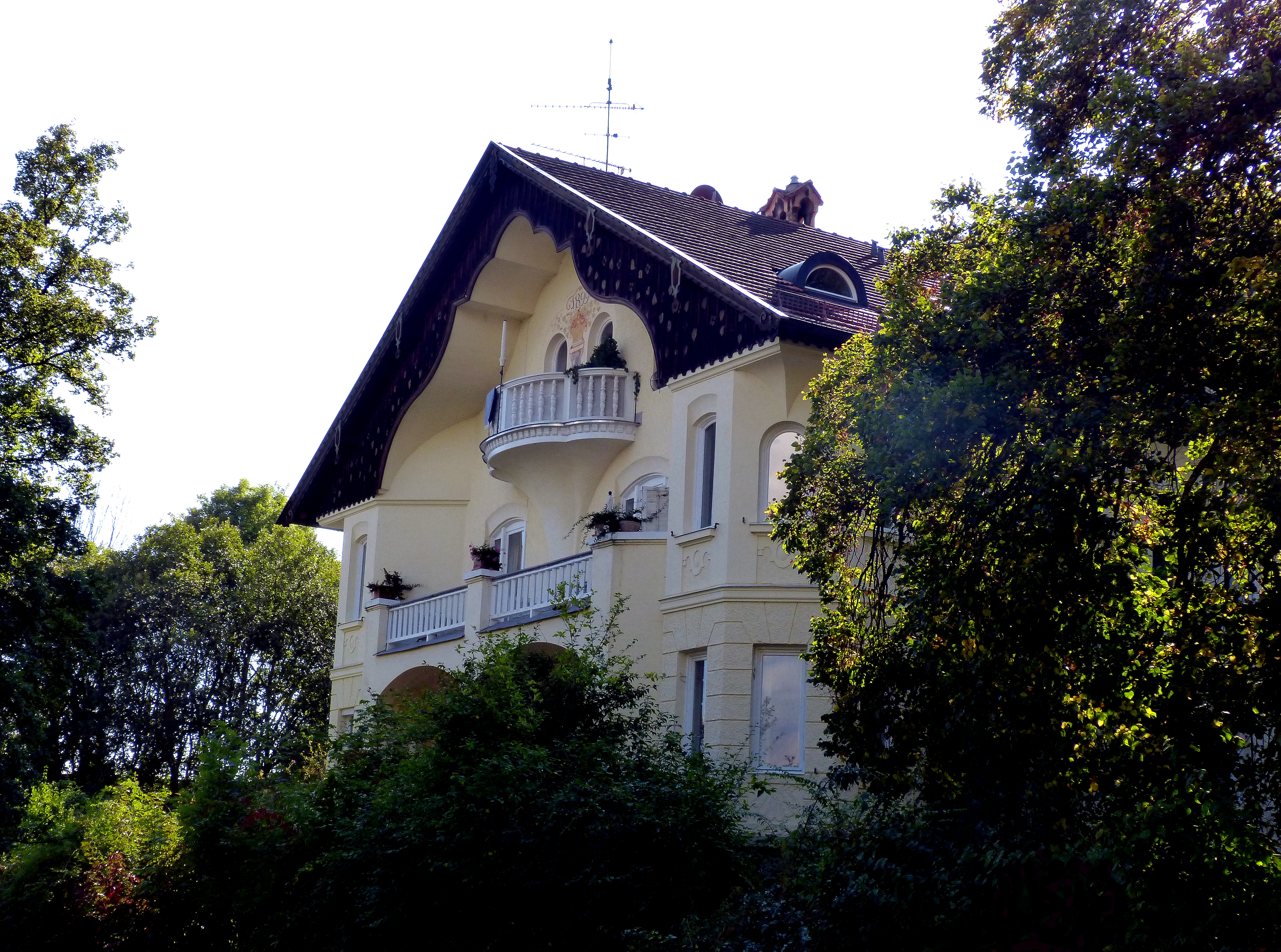
Villa Pfister in Feldafing

Otto von Pfister war verheiratet mit Elvine von Pfister. Aus der gemeinsamen Ehe gingen die zwei Söhne Friedrich Otto und Hans von Pfister hervor. In Feldafing ließ er für sich und seine Familie in der heutigen Höhenbergstraße 40 die Villa Pfister errichten.